# Liste der Kellergassen in Kärnten
Die Liste der Kellergassen in Kärnten führt die Kellergassen im österreichischen Bundesland Kärnten an. Im Jauntal, in dem schon seit dem 10. Jahrhundert Weinbau nachgewiesen werden kann, befinden sich in den Gemeinden Sittersdorf und Globasnitz noch Reste alter Kellergassen. An anderen Stellen in Kärnten gibt es nur mehr einzelne alte Weinkeller oder Kellerstöckln.
| Foto |                 | Kellergasse | Standort             | Beschreibung |
| ---- | --------------- | ----------- | -------------------- | --- |
| ja   | Datei hochladen | Feuersberg  | Globasnitz Standort  | In der Feuersbergstraße am westlichen Ortsrand von Globasnitz befinden sich am Fuß eines Südhangs, an dem teils wieder Wein angepflanzt wird, noch einige alte Kellerstöckln (Haus Nr. 78 und Nr. 94). Eines davon ist mit 1848 bezeichnet. |
| ja   | Datei hochladen | Kristendorf | Sittersdorf Standort | Am südwestlichen Ortsrand von Kristendorf befinden sich am Fuß eines Südhangs noch ein ehemaliger Weinkeller (bei Haus Nr. 18) und einige Häuser, die in Hanglage ähnlich wie Kellerstöckl angelegt wurden. |
| ja   | Datei hochladen | Weinberg    | Sittersdorf Standort | Die vielleicht älteste Kellergasse Österreichs befindet sich in der Kärntner Gemeinde Sittersdorf: Der Ortsteil Weinberg liegt an einem Südhang, an dem vom 14. bis zum ersten Drittel des 20. Jahrhunderts Weinbau betrieben wurde. Schon im 16. Jahrhundert wurden Weinkeller urkundlich erwähnt. Es gibt dort noch ein altes Winzerhaus und einige Keller. Informationstafeln entlang des beschilderten Weinrundwegs machen auf die Geschichte des Weinbaus in der Gemeinde und in Kärnten aufmerksam. Ein Weinbauverein errichtete einen neuen Weinkeller, in dem seit wenigen Jahren wieder Wein produziert wird. |

| Foto:                    | Fotografie der Kellergasse (Gesamtheit). Klicken des Fotos erzeugt eine vergrößerte Ansicht. Daneben finden sich zwei Symbole: \| Weitere Bilder vorhanden \| Das Symbol bedeutet, dass weitere Fotos des Objekts verfügbar sind. Durch Klicken des Symbols werden sie angezeigt. \| \| Eigenes Foto hochladen \| Durch Klicken des Symbols können weitere Fotos des Objekts in das Medienarchiv Wikimedia Commons hochgeladen werden. \| |
| Name:                    | Bezeichnung der Kellergasse |
| Standort:                | Es ist die Katastralgemeinde (KG) angegeben. Durch Aufruf des Links Standort wird die Lage der Kellergasse in verschiedenen Kartenprojekten angezeigt. |
| Beschreibung             | Kurze Beschreibung der Kellergasse |
| Weitere Bilder vorhanden | Das Symbol bedeutet, dass weitere Fotos des Objekts verfügbar sind. Durch Klicken des Symbols werden sie angezeigt. |
| Eigenes Foto hochladen   | Durch Klicken des Symbols können weitere Fotos des Objekts in das Medienarchiv Wikimedia Commons hochgeladen werden. |